# Jules Bois
Jules Bois, född 29 september 1868 i Marseille, död 2 juli 1943 i New York, var en fransk författare.
Bois var på mödernet spanjor. Han intresserade sig från 20-årsåldern för den parisiska dekadentmystiken och debuterade 1895 (bortsett från några diktböcker) 1895 med Le satanisme et la magie. Han utgav därefter ett antal skrifter, präglade av sin ockultistiska övertygelse, och framställde kvinnan som det ondas redskap, mot vilken en "intellektuell försvarsliga" borde upprättas. Bland hans märks L'Éve nouvelle (1896), romanerna La femme inquiète (1897) och Le mystère et la volupté (1901), reseboken Visions de l'Inde (1903) samt versdramat Hippolyte courronné (1904).